# Phenes raptor
Phenes raptor is een echte libel uit de familie van de Petaluridae.
De soort staat op de Rode Lijst van de IUCN als niet bedreigd, beoordelingsjaar 2007.
De wetenschappelijke naam van de soort werd in 1842 gepubliceerd door Jules Pierre Rambur.